# Anglo-Ägyptischer Sudan

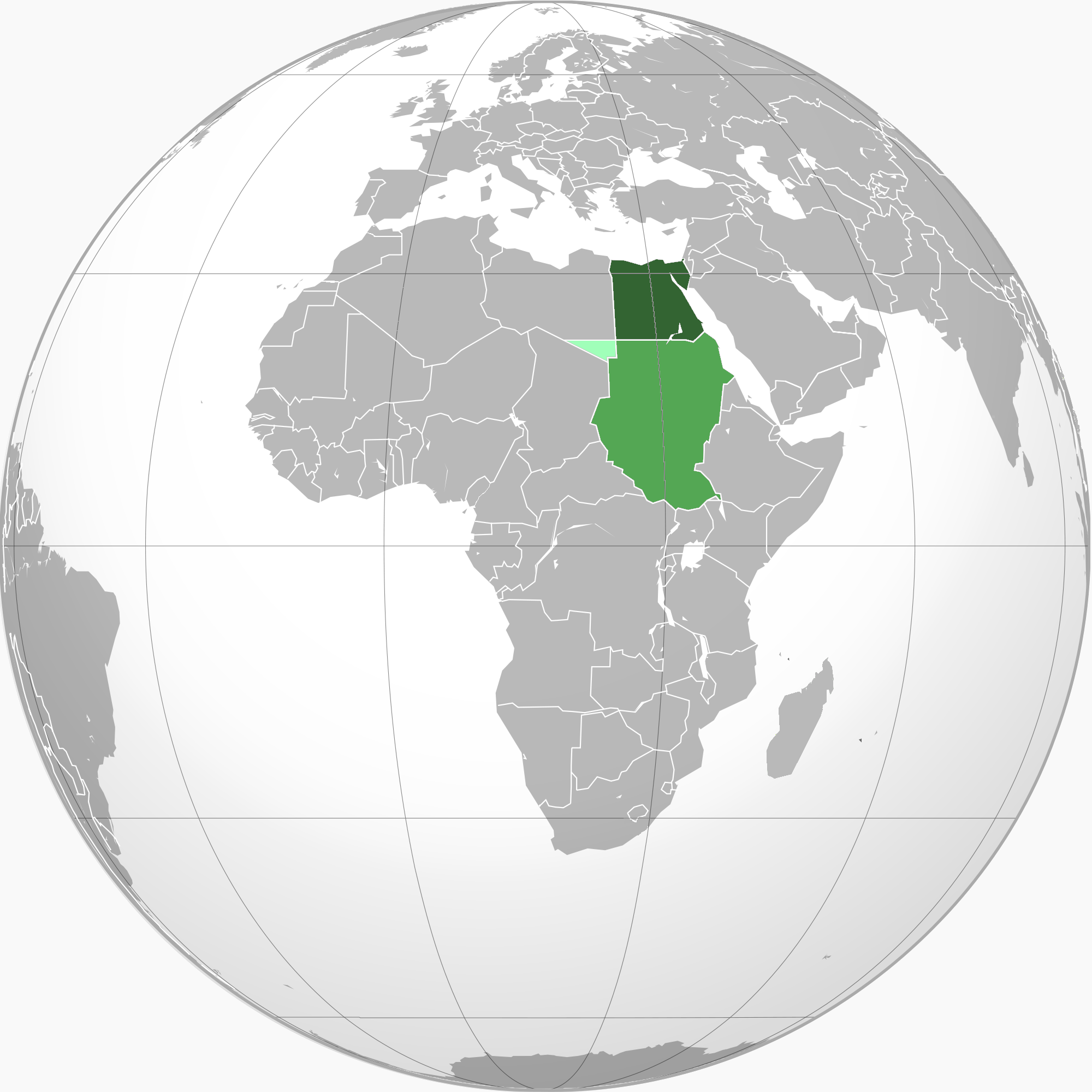
Karte des Königreiches Ägypten mit dem Anglo-Ägyptischen Sudan vor dem Zweiten Weltkrieg
(1934 an Italien abgetreten)

Anglo-Ägyptischer Sudan (selten: Englisch-Ägyptischer Sudan) war von 1899 bis 1956 die Bezeichnung für den Sudan einschließlich des Südsudan. Der Anglo-Ägyptische Sudan war in dieser Zeit ein Kondominium Großbritanniens und Ägyptens. Da Ägypten selbst bis zur Unabhängigkeit 1922 als eigenständiges Königreich unter britischer Schutzherrschaft stand, war der Anglo-Ägyptische Sudan de facto  eine Kolonie im Britischen Weltreich.

## Verwaltung

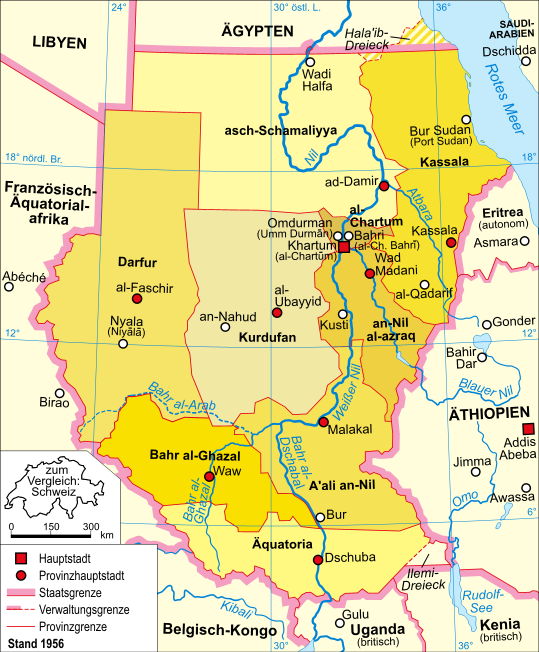
Der Anglo-Ägyptische Sudan 1955

Das Kondominium wurde von einem britischen Generalgouverneur verwaltet. Ihm standen ein Legislativ- und ein Exekutivrat zur Seite. Die 13 Provinzen, in die der Sudan bis 1919 gegliedert war, wurden ausschließlich britischen Gouverneuren anvertraut. Jede Provinz war in Distrikte eingeteilt, an deren Spitze von englischen Inspektoren kontrollierte ägyptische Offiziere standen.
Unter der britischen Herrschaft wurde die Hauptstadt Khartum planmäßig ausgebaut, das Gordon Memorial College eingerichtet (hauptsächlich zur Ausbildung lokaler Beamter) und vor allem der Anbau von Baumwolle intensiviert, die für die britische Textilindustrie ein sehr wichtiges Importgut war. Das größte Anbaugebiet wurde die Dschazira-Ebene zwischen Weißem und Blauem Nil südlich Khartums. Der Anglo-Ägyptische Sudan besaß keine eigene Flagge, sondern es wurden die Flaggen Großbritanniens und Ägyptens verwendet.
Mitte der 1950er Jahre bestand der Anglo-Ägyptische Sudan aus neun Provinzen:
| Provinz            | Fläche in km² | Einwohner in 1.000 (1953) | Einwohner je km² | Hauptstadt |
| ------------------ | ------------- | ------------------------- | ---------------- | ---------- |
| Bahr-el-Ghasal     | 214.550       | 771                       | 3                | Wau        |
| Blauer Nil         | 138.000       | 1.841                     | 13               | Wad Medina |
| Darfur             | 498.000       | 1.006                     | 2                | El Fasher  |
| Equatoria          | 198.000       | 633                       | 3                | Juba       |
| Kassala            | 334.000       | 788                       | 3                | Kassala    |
| Khartum            | 27.000        | 486                       | 18               | Khartum    |
| Kordofan           | 383.000       | 1.672                     | 5                | El Obeid   |
| Nordprovinz        | 476.220       | 715                       | 1                | El Damer   |
| Obernil            | 237.000       | 852                       | 3                | Malakal    |
| Anglo-Ägypt. Sudan | 2.505.770     | 8.764                     | 3                | Khartum    |

## Geschichte

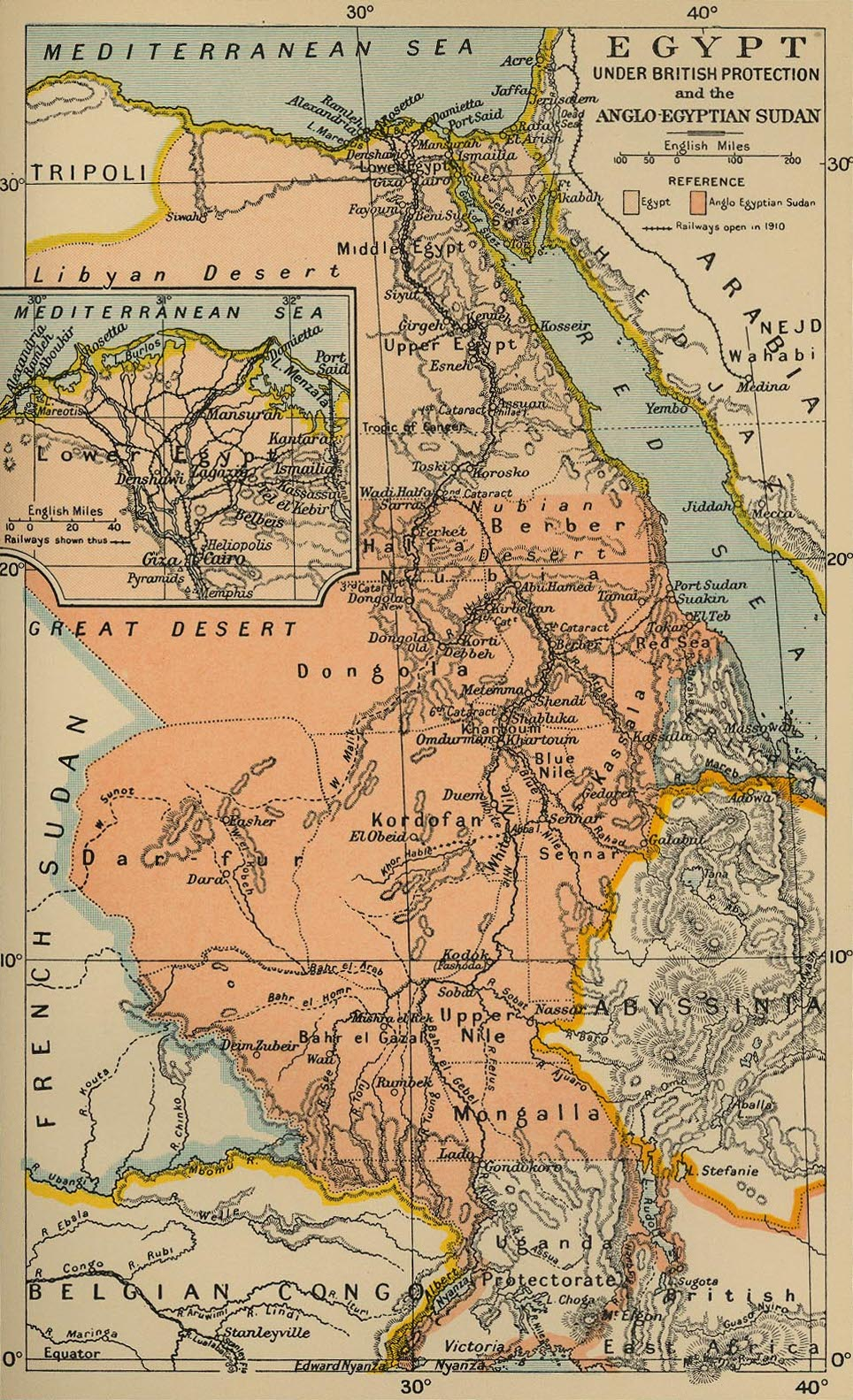
Karte des Anglo-Ägyptischen Sudan mit Ägypten von 1912

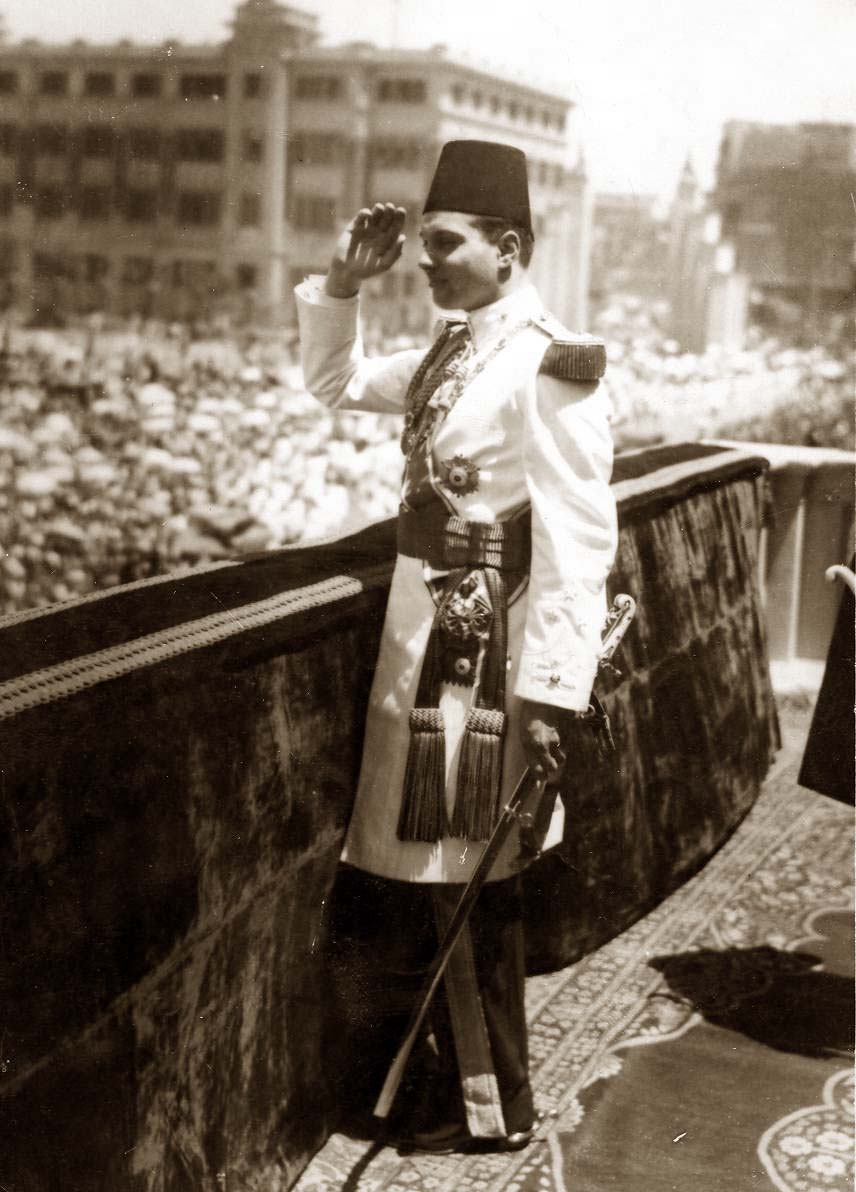
Faruq (I.), zehnter ägyptischer Herrscher des Sudan, wurde 1951 zum König von Ägypten und des Sudan ausgerufen

1821 kam der Sudan unter die Herrschaft Ägyptens (Türkisch-Ägyptischer Sudan). Bis 1934 gehörte noch ein dreieckiges Stück Wüste, genannt Ma'tan as-Sarra, mit einer abgelegenen Oase im heutigen Libyen zum Verwaltungsgebiet. Es wurde dann an die Italiener übergeben.
Im Sudan begann 1881 der Mahdi-Aufstand, der 1885 mit der Eroberung Khartums seinen Höhepunkt fand. Ägypten selbst war 1882 von Großbritannien besetzt worden. 1898 konnten anglo-ägyptische Truppen unter dem Sirdar der ägyptischen Armee, Horatio Herbert Kitchener, die sudanesische Nilregion von den aufständischen Mahdisten zurückerobern. Das Land wurde nicht an Ägypten zurückgegeben, sondern 1899 als anglo-ägyptisches Kondominium konstituiert, mit Kitchener als erstem Generalgouverneur. De facto war der Sudan eine britische Kolonie. Ägypten beanspruchte den Sudan zwar weiterhin für sich, war aber in dem Kondominium lediglich „Juniorpartner“. Britische Beamte kontrollierten die Verwaltung des Sudan, ägyptische Beamte waren höchstens in der mittleren Führungsebene zu finden.
1898/99 kam es zwischen Großbritannien und Frankreich zur Faschoda-Krise, da sich beide Mächte nicht über ihre Besitzansprüche im Sudan einigen konnten. Frankreich, das 1882 von Großbritannien bereits am unteren Nil (in Ägypten) ausgebootet worden war, beanspruchte als Ausgleich zumindest die Region Bahr al-Ghazal am oberen Nil. Am Ende musste sich Frankreich aus Faschoda zurückziehen. Der 1899 geschlossene Sudanvertrag legte die Grenze zwischen französischen und ägyptisch-britischen Gebieten fest, wodurch der Sudan seine heutige Westgrenze erhielt. 1910 wurde die zuvor belgische Lado-Enklave Teil des Anglo-Ägyptischen Sudan.
Nachdem Kitchener im Dezember 1899 Generalstabschef von Lord Roberts im Burenkrieg geworden war, übernahm Francis Reginald Wingate die Funktion des Generalgouverneurs. Wingate arbeitete von 1899 bis 1916 daran, die wirtschaftlichen Folgen des Mahdi-Aufstandes im Sudan zu überwinden. Unter Wingate wurde dessen Freund, der österreichische Offizier, Forschungsreisende und ehemalige ägyptische Gouverneur von Darfur, Rudolf Slatin, Generalinspektor.
Darfur blieb zunächst außerhalb des tatsächlichen Einflussbereichs der anglo-ägyptischen Verwaltung. Erst nachdem sich der Sultan von Darfur während des Ersten Weltkriegs dem Heiligen Krieg des osmanischen Sultans, dem Aufstandsaufruf des von den Briten abgesetzten ägyptischen Vizekönigs Abbas Hilmi II. und den Mittelmächten angeschlossen hatte, wurde auch Darfur im Mai 1916 von anglo-ägyptischen Truppen besetzt und dem Sudan angegliedert. An der Ostgrenze scheiterte im gleichen Monat ein schlecht vorbereiteter Einfall äthiopischer Truppen unter Iyasu V., der sich ebenfalls den Mittelmächten angeschlossen hatte. Während des Zweiten Weltkriegs wurde der Sudan erneut von Osten angegriffen, italienische Truppen besetzten 1940 kurzzeitig Kassala, Gallabat, Kurmuk und Qeisan. An ihrer Vertreibung 1941 hatten neben anglo-ägyptischen Truppen auch die von den Briten aufgestellte Sudan Defence Force ihren Anteil.
Das ägyptisch-britische Verhältnis war jedoch nicht spannungsfrei. Nach einem seit 1919 schwelenden antibritischen Aufstand konnte Ägypten 1922 das britische Protektorat abschütteln und wurde Königreich. Die Ermordung des britischen Generalgouverneurs Lee Stack in Kairo während der Sudankrise nahmen die Briten 1924 daher zum Anlass, das Kondominium faktisch aufzuheben und die ägyptischen Truppen aus dem Sudan auszuweisen. Erst mit dem anglo-ägyptischen Bündnisvertrag von 1936, der die britische Truppenpräsenz in der Sueskanalzone und im Sudan legitimierte, wurde die anglo-ägyptische Verwaltung im Sudan wiederhergestellt. Als nach dem Zweiten Weltkrieg sowohl in Ägypten als auch im Sudan der Widerstand gegen die Briten zunahm, bemühte sich Ägyptens König Faruq, den Sudan direkt anzuschließen („Einheit des Niltals“), indem er sich durch die Eigenproklamation als König von Ägypten und des Sudan an die Spitze des Widerstands zu stellen versuchte, und kündigte 1951 das Kondominion. Die Briten setzten stattdessen auf lokale sudanesische Führer, die die Unabhängigkeit des Sudan von Ägypten anstrebten. Nach dem Sturz Faruqs in Ägypten schlossen die neue ägyptische und die britische Regierung 1953 ein Abkommen über die Unabhängigkeit Sudans innerhalb von drei Jahren. So wurde 1953 die erste Parlamentswahl im Anglo-Ägyptischen Sudan überhaupt abgehalten. Die Hoffnungen Ägyptens, der unabhängige Sudan werde sich dann freiwillig mit Ägypten vereinigen, erfüllten sich angesichts des 1955 erfolgten Richtungswechsels der ursprünglich unionistischen Kräfte (Wahlsieg und Spaltung der Nationalen Unionspartei, die die „Einheit des Niltals“ propagiert hatte) nicht.